# Elegia e altri versi
Elegia e altri versi è la seconda raccolta poetica del poeta Andrea Zanzotto pubblicata a Milano dalle Edizioni della Meridiana nel 1954
come prosecuzione naturale della poetica che caratterizza Dietro il paesaggio dove l'autore continua, sempre come protagonista, a paragonare il paesaggio alla solitudine, ma anche alla comunione.
I moduli stilistici però, in questa nuova raccolta, sono focalizzati al negativo anche se, come scrive Giuliana Nuvoli, "il "rifiuto", come presenza definitivamente alienante, non è stato raggiunto. È ancora attiva la memoria di un rapporto d'amore creduto per intero, ma è tirata allo spasimo la certezza della sua precarietà".